# گز شرقی
گز شرقی، روستایی در دهستان انزان غربی بخش مرکزی شهرستان بندرگز استان گلستان ایران است.

## جمعیت
بر پایه سرشماری عمومی نفوس و مسکن در سال ۱۳۹۵ جمعیت این مکان ۱٬۲۷۶ نفر (۴۲۲خانوار) بوده‌است.

## روستاهای همجوار
این روستا از سمت شرق با روستای کوه صحرا و از سمت غرب با روستای گز غربی در ارتباط است.

## وضعیت ناهمواری
این روستا به علت موقعیت خاص جغرافیایی و وجود جنگلهای انبوه جهان مورا در جنوب آن و داشتن آب و هوای معتدل و خاک مساعد، از پیشرفت نسبتاً خوبی برخوردار است. ناهمواری‌های گزشرقی همانند سایر مناطق اطراف شامل دو قسمت کوهستانی و جلگه‌ای می‌باشد. قسمت کوهستانی آن، بخشی از رشته کوه البرز است که دارای پوشش گیاهی جنگلی انبوه و مراتع مختلف است و به نام جنگل‌های جهان مورا نامیده می‌شود.

## اقتصاد و محصولات
منبع درآمد اهالی گزشرقی عمدتأ از طریق باغداری و کشت میوه‌های مختلف در فصول مختلف می‌باشد. اراضی روستا عمدتأ زیر کشت باغات میوه از قبیل: انواع هلو و شلیل، انواع مرکبات همچون پرتقال، کیوی، گردو و محصولات زراعی چون گندم، جو، شالی، پنبه و سویا قرار دارد.